# Elena Santonja
María Elena Santonja Esquivias (Madrid, 29 de mayo de 1932-Madrid, 17 de octubre de 2016) fue una presentadora de televisión, pintora y actriz ocasional española.

## Biografía
Perteneció a una familia de gran tradición artística y con especial vocación por la pintura y la música como Eduardo Rosales (bisabuelo; pintor), Carlota Rosales (abuela; pintora), Miguel Santonja (abuelo; músico y compositor), Eduardo Santonja Rosales (padre; ilustrador, cartelista y pintor), Carmen Santonja (hermana; cantante y miembro del dúo musical Vainica Doble) y Jaime de Armiñán (marido; director de cine).
Ya en los primeros años de Televisión Española se situó frente a las cámaras para presentar programas como Entre nosotras (1958).
Sin embargo, la fama no le llegaría hasta los años 1980, cuando dirigió y presentó el programa Con las manos en la masa, que se mantuvo en pantalla desde 1984 hasta 1991, y en el que semana tras semana, presentaba una receta de cocina acompañada en cada ocasión de un personaje popular: Gonzalo Torrente Ballester, Rosa Chacel, Carlos Berlanga, Joaquín Sabina, Alaska, Víctor Manuel, Ana Belén, Pedro Almodóvar, María Luisa Ponte, Amparo Rivelles, Sara Montiel, Fernando Fernán Gómez y Mónica Randall, entre otros. Se trata de una fórmula repetida la década siguiente por prácticamente todas las cadenas de televisión.
También hizo apariciones esporádicas como actriz en películas como El verdugo (1963) de Luis García Berlanga, Crimen de doble filo (1965) de José Luis Borau o el mediometraje Total (1985) de José Luis Cuerda que realizó para Televisión Española.
En 1956 se casó con el director y guionista de cine y televisión Jaime de Armiñán, quien fue negro suyo en TVE, y con quien tuvo tres hijos, Álvaro (1959), Eduardo (1962) y Carmen. Su hermana Carmen Santonja fue integrante del dúo musical Vainica Doble.
En 2023 su familia puso a la venta fotografías familiares, muebles, los libros de cocina y una impresionante colección de obras de arte realizadas por Elena Santonja.

## Obras
- Paso a paso por la cocina de Elena (Redacción, Elena Santonja, Álvaro Lión-Depetre y Carmen Beamonte de Cominges) (1987). Recetario
- 24 setas de Madrid (Con Manuel Elexpuru) (1987)
- Diccionario de cocina (1997)
- Las recetas de mis amigos (1998). Recetario